# Ezzatina
Ezzatina es un género de foraminífero bentónico de la familia Bolivinidae, de la superfamilia Bolivinoidea, del suborden Buliminina y del orden Buliminida. Su especie tipo es Ezzatina egyptiaca. Su rango cronoestratigráfico abarca el Priaboniense (Eoceno superior).

## Discusión
Clasificaciones previas incluían Ezzatina en el suborden Rotaliina del orden Rotaliida.

## Clasificación
Ezzatina incluye a las siguientes especies:
- Ezzatina abdallahi †
- Ezzatina bassiounii †
- Ezzatina egyptiaca †
- Ezzatina faragi †
- Ezzatina hassaneini †
- Ezzatina fayoumensis †